# Септембар
Септембар је девети месец у години и има 30 дана. Почетак месеца по јулијанском календару почиње 14. дана грегоријанског календара. По Црквеном рачунању циклуса времена је први месец.
На северној хемисфери почетак метеоролошке јесени је 1. септембра. На јужној хемисфери почетак метеоролошког пролећа је 1. септембра.　
Септембар означава почетак црквене године у источној православној цркви. То је почетак школске године у многим земљама северне хемисфере, у којој се деца враћају у школу после летњег распуста, понекад и првог дана у месецу.
Септембар (од латинског septem, „седам“) је првобитно био седми од десет месеци у најстаријем познатом римском календару, календару Ромула око 750. п. н. е., са мартом (лат. Martius) као првим месецом у години до можда чак 451. п. н. е. Након календарске реформе која је почетком године додала јануар и фебруар, септембар је постао девети месец, али је задржао име. Имао је 29 дана до Јулијанске реформе, која је додала дан.

## Септембарски догађаји
Старе римске светковине за септембар укључују Луди Романи, који се првобитно славио од 12. до 14. септембра, а касније је продужен до 5. септембра до 19. септембра. У 1. веку пре нове ере, додат је додатни дан у част обоженог Јулија Цезара 4. септембра. Епулум Јовис је одржан 13. септембра. Луди Триумфалес одржан је од 18. до 22. септембра. Септимонијум се славио у септембру, а по каснијим календарима 11. децембра. Ови датуми не одговарају савременом грегоријанском календару.
Септембар је у календару Карла Великог назван „месец жетве“. Септембар делом одговара Фруктидору, а делом Вендемјеру Прве француске републике. Септембар се у Швајцарској назива Хербстмонат, месец жетве. Англосаксонци су месец звали Gerstmonath, месец јечма, по усеву који се тада обично жање.
Британско царство је 1752. усвојило грегоријански календар. У Британској империји те године другом септембру је одмах следио 14. септембар.
На Усенету се каже да се септембар 1993. (Вечни септембар) никада није завршио.

## Септембар у астрономији и астрологији
Септембарска равнодневица се јавља у овом месецу, а око ње се организују одређене светковине. То је јесења равнодневица на северној хемисфери, а пролећна равнодневица на јужној хемисфери. Датуми могу варирати од 21. септембра до 24. септембра (у UTC).
Септембар је углавном у шестом месецу астролошког календара (и први део седмог), који почиње крајем марта/Марса/Овна.

## Септембарски симболи
- Септембарски камен рођења је сафир.

- Јутарња слава[6][7]Астра[8][9] Цвеће рођења за септембар је заборавница, јутарња слава и астра.[10][11]
- Знаци зодијака за месец септембар су Девица[12][13] (до 22. септембра) и Вага[14][15] (од 23. септембра па надаље).[16][17]

## Порекло речи или етимологија
Септембар је добио име од латинског (September). Месец је назван по “септем“ (седми месец) римског календара.
Септембар се код Срба, као и код неких словенских народа назива још и МИХОЉСКИ МЕСЕЦ, РУЈЕН и ГРОЗДОБЕР, као и у старосрпском. Преко цркве су у српски народ ушли латински називи за месеце, а њихови гласовни ликови показују да су прошли кроз грчко посредство. Код Чеха ЗАРЖИ, а код Словенаца и КИМАВЕЦ. Код Хрвата се назива РУЈАН, слично старословенском и српском РУЈЕН. На староруском ВЕРАСЕЊ, белоруском ВЕРАСЕЊ, украјинском ВЕРЕСЕНЬ слично пољском ВЖЕСИЕНЬ.

## Верски календари

### Хришћански празници
- Велики празници или црвено слово
- Усековање главе Светог Јована Крститеља; Сабор српских Светитеља
- Рождество Пресвете Богородице - Мала Госпојина
- Воздвижење Часног Крста - Крстовдан
- Србљак
- Житије Светих за септембар

### Јеврејски празници
- Рош Ашана - Нова година 5772 (29. и 30. септембар 2011)